# Nils Almlöf
Nils Wilhelm Almlöf, född den 24 mars 1799 i Stockholm, död den 27 februari 1875, var en svensk skådespelare, omtalad som en av de främsta under 1800-talet.

## Biografi
Barn till hovtjänaren Nils Almlöf avbröt han sina medicinstudier för att studera sång under Craelius på Kungliga Operan 1818, och fick sitt genombrott som Leicester i Maria Stuart 1821. Han var anställd vid Dramaten i Stockholm i sextio år och betraktades även utomlands som en av Sveriges främsta skådespelare; då han gjorde en studieresa till Paris 1829 kallades han "den svenske Talma". Åren 1834–1840 var han lärare i deklamation vid Dramatens elevskola. Almlöf och hans andra fru Charlotte nämns, med andra skådespelare som Elise Hwasser, som vänner till Karl XV, särskilt under dennes tid som prinsregent 1857–59, då de ofta inbjöds till hans bollspel.
Han var främst tragediskådespelare. Bland hans roller nämns: Othello, Sulla, Wallenstein, Fiesco, Marino Faliero, Herrman von Unna, Falkland, Shakespeare, Salvator Rosa, Hugo i »Skulden», Frans Moor i »Röfvarbandet», Jaromir i »Stamfrun», Don Silva i »Hernani», Filip den andre i »Don Carlos», Leon i »Slottet Montenero», Don Cæsar i »Amanda», Bolingbroke i »Ett glas vatten», Ministern i »Förtalet», och Markisen i »En fattig ädling».
Som förste svenske skådespelare tilldelades han 2 november 1858, på fyrtioårsdagen för sitt inträde vid teatern, Vasaorden. Han tilldelades Litteris et Artibus 1868 och är den ende som har tilldelats medaljen i guldkedja om halsen.
Almlöf var först gift med skådespelaren Brita Catharina Cederberg, svägerska till Isaac de Broen, och sedan med sin kollega Charlotta Almlöf. Hans son, Knut Almlöf, blev också en mycket uppmärksammad skådespelare. Nils Wilhelm Almlöf är begravd på Stockholms norra begravningsplats.

## Rollporträtt

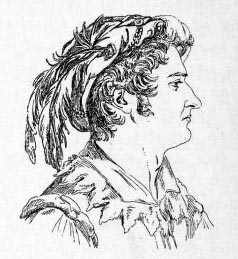
Som Leicester. 1824.
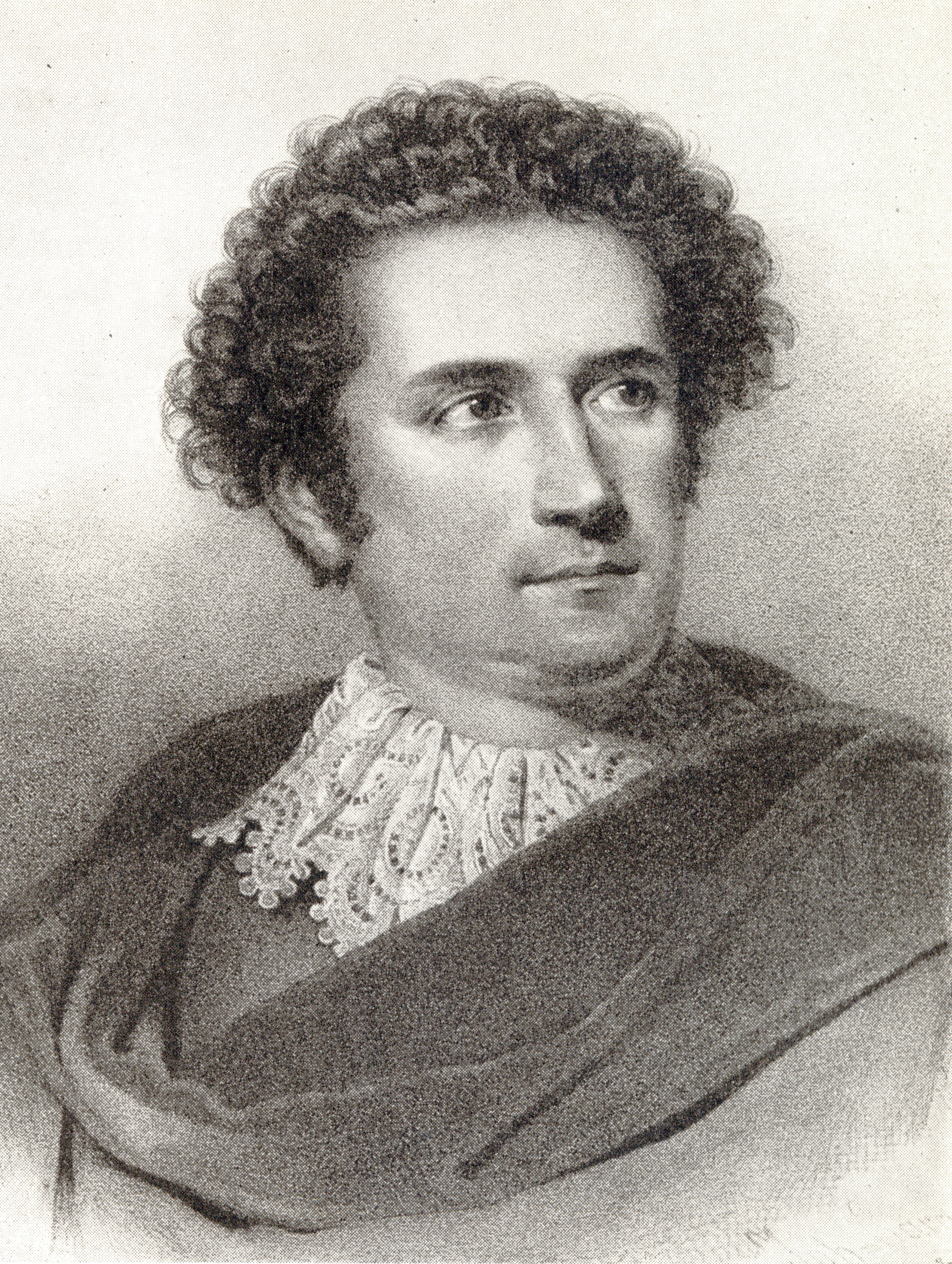
Som Hamlet.

## Teater

### Roller (ej komplett)
| År   | Roll         | Produktion                            | Teater                      |
| ---- | ------------ | ------------------------------------- | --------------------------- |
| 1842 | Simon Renard | Maria Tudor Victor Hugo               | Kungliga Dramatiska Teatern |
| 1863 | Grefve Fosco | Den hvitklädda qvinnan Wilkie Collins | Kungliga Dramatiska Teatern |
| 1871 | Biskopen     | De skenhelige J. Wibe                 | Kungliga Dramatiska Teatern |